# تروي دينينغ
تروي دينينغ (بالإنجليزية: Troy Denning)‏ (1958 في الولايات المتحدة)؛ كاتب وروائي أمريكي.

## روابط خارجية
- تروي دينينغ على موقع ميوزك برينز (الإنجليزية)